# Велика четвірка (Західна Європа)
Велика четвірка, також відома, як G4 — неофіційне об'єднання Франції, Німеччини, Італії та Великої Британії. Ці чотири західноєвропейські країни вважаються регіональна потугами, котрі окремо є членами Великої сімки та Великої двадцятки.
Францію, Німеччину, Італію та Велику Британію називають «великою європейською четвіркою» з часів міжвоєнного періоду. Вперше терміни "Велика четвірка" було використано, коли тодішній президент Франції Ніколя Саркозі закликав до організації зустрічі в Парижі з прем'єр-міністром Італії Сільвіо Берлусконі, прем'єр-міністром Великої Британії Гордоном Брауном та канцлером Німеччини Ангелою Меркель, аби розглянути відповідь на Велика рецесією. Організація економічного співробітництва та розвитку характеризує їх як «чотири великі європейські країни».

## Нинішні лідери урядів

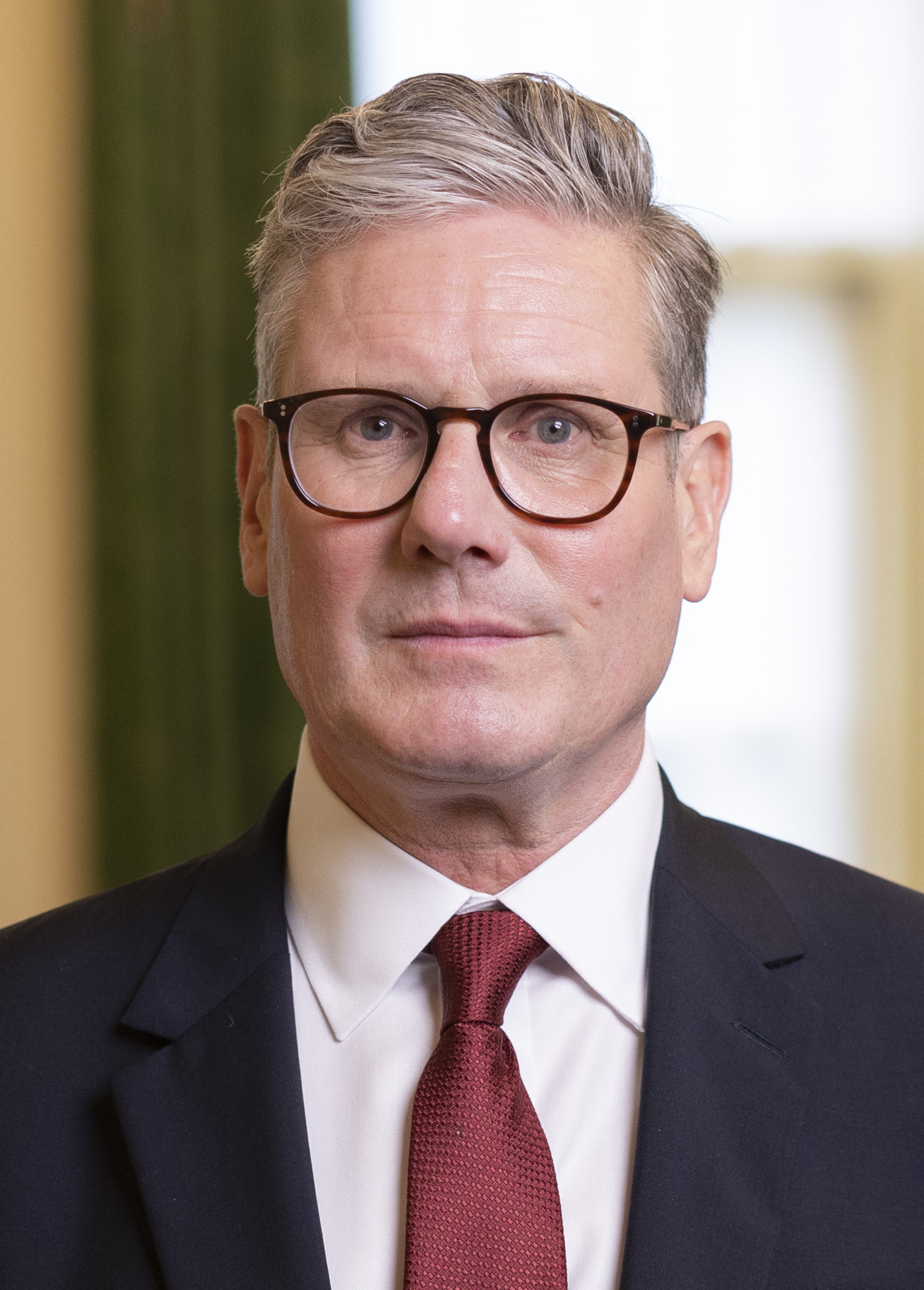
Велика Британія Кір Стармер, Прем'єр-міністр
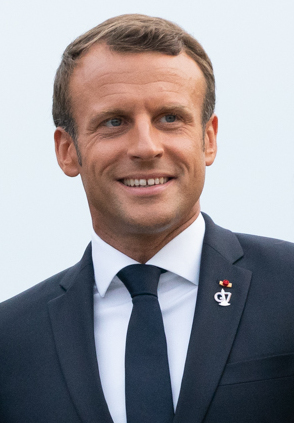
Франція Емманюе́ль Макрон, Президент
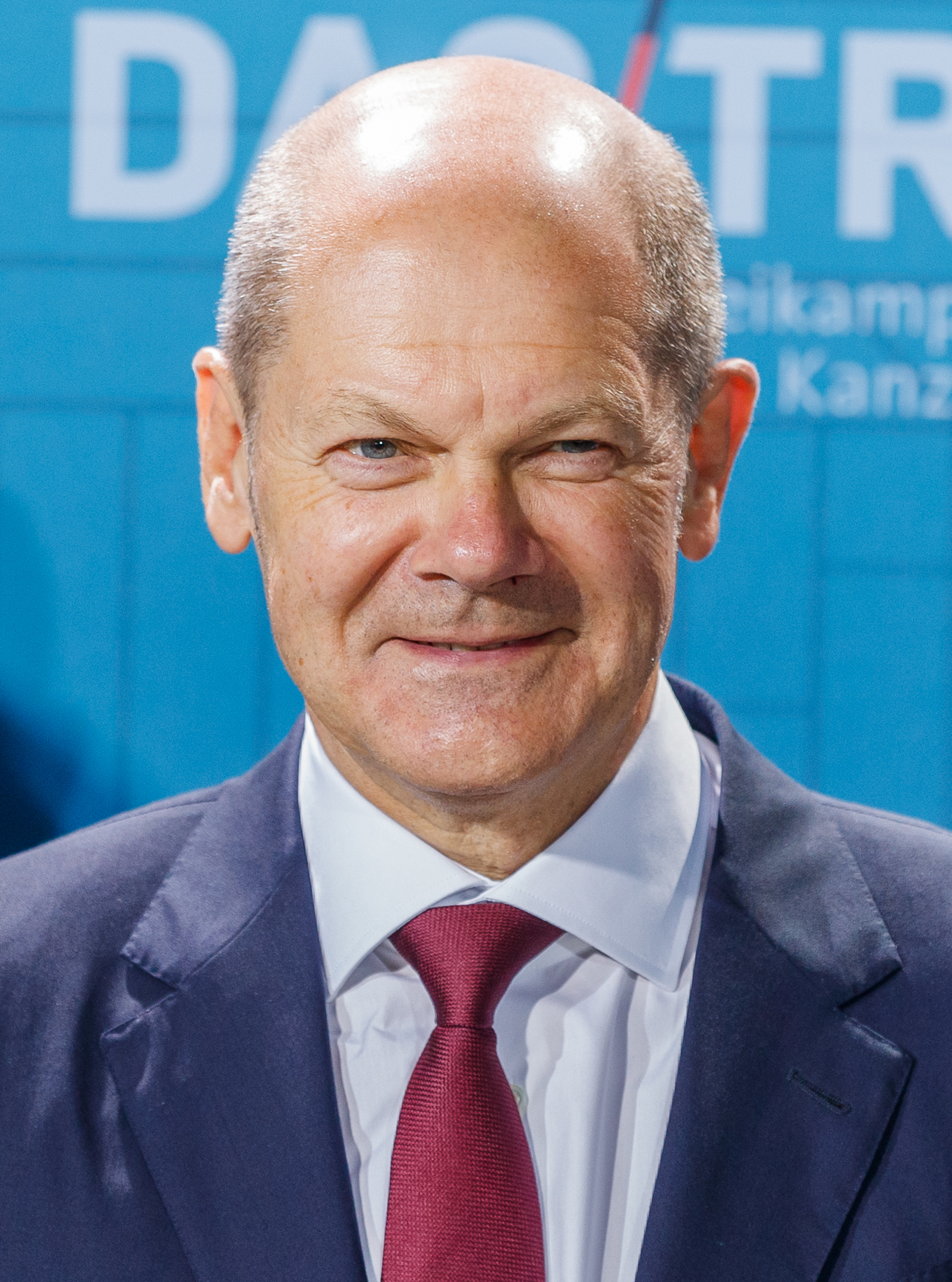
Німеччина Олаф Шольц, Канцлер
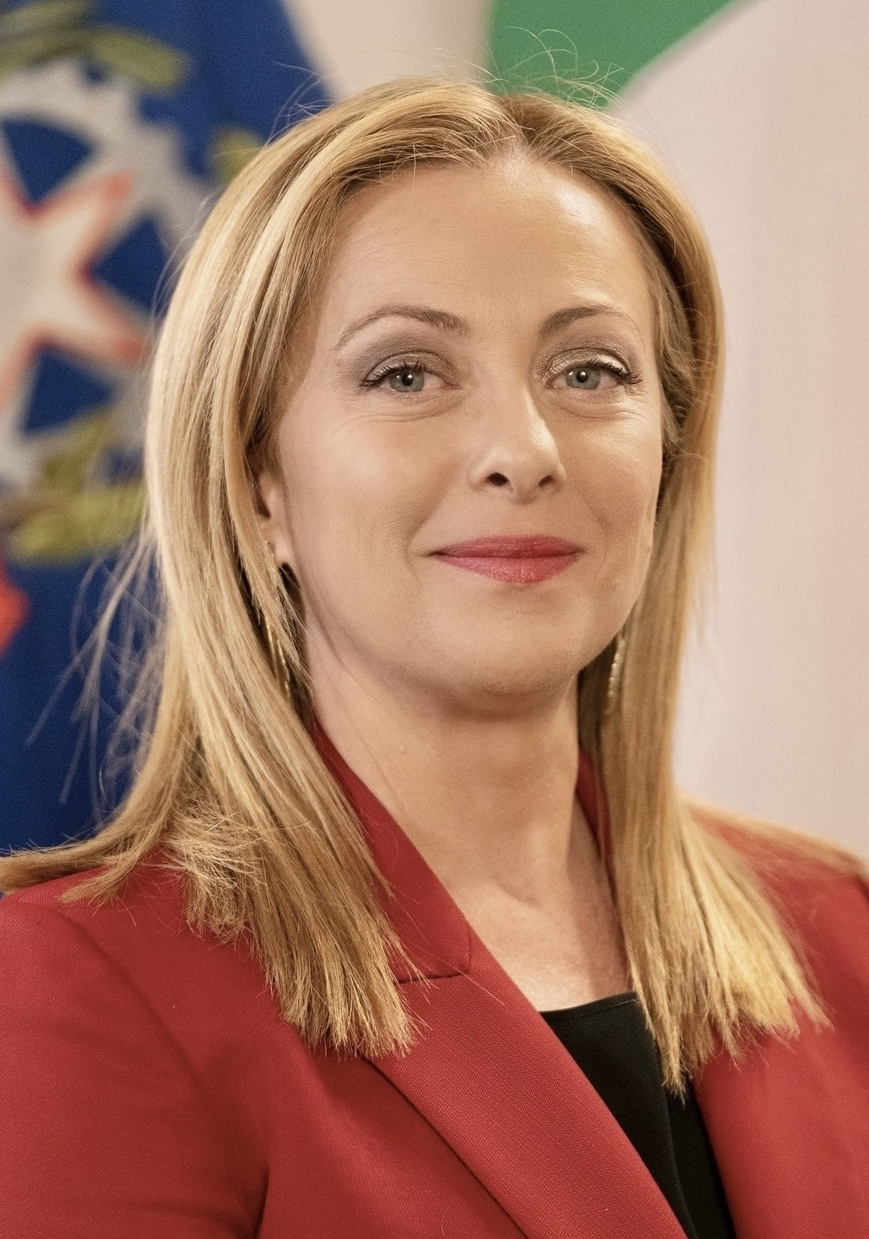
Італія Джорджа Мелоні, Прем'єр-міністр